# Mo McRae
Mo McRae (Los Angeles, 4 luglio 1982) è un attore statunitense noto per i ruoli di Leon Hayes nel film del 2006 La gang di Gridiron e di Tyler nella serie televisiva Sons of Anarchy.
Nel 2016 è nel cast principale della serie Fox Pitch.

## Biografia
Dopo il liceo, McRae ha perseguito il suo ritrovato sogno di artista nel settore dell'intrattenimento. Dopo essere stato ingaggiato da un agente, ha iniziato rapidamente a prenotare spot televisivi nazionali per grandi aziende. Questi spot hanno aperto le porte ad alcune prime apparizioni in serie televisive come NYPD - New York Police Department, Becker, Boston Public e altre. Nel 2010 McRae ha recitato nel film Everyday Black Man di Carmen Madden; nello stesso anno è apparso nella serie Detroit 1-8-7 della ABC nel ruolo di Pooch.

## Filmografia parziale

### Cinema
- Thirteen - 13 anni (Thirteen), regia di Catherine Hardwicke (2003)
- Leprechaun 6 - Ritorno nel ghetto (Leprechaun: Back 2 tha Hood), regia di Steven Ayromlooi (2003)
- Dirty - Affari sporchi (Dirty), regia di Chris Fisher (2005)
- La gang di Gridiron (Gridiron Gang), regia di Phil Joanou (2006)
- News Movie (The Onion Movie), regia di James Kleiner (2008)
- Everyday Black Man, regia di Carmen Madden (2010)
- The Butler - Un maggiordomo alla Casa Bianca (The Butler), regia di Lee Daniels (2013)
- Wild, regia di Jean-Marc Vallée (2014)
- All the Way, regia di Jay Roach (2016)
- Aftermath - La vendetta (Aftermath), regia di Elliott Lester (2017)
- Nella tana dei lupi (Den of Thieves), regia di Christian Gudegast (2018)
- La prima notte del giudizio (The First Purge), regia di Gerard McMurray (2018)
- American Skin, regia di Nate Parker (2019)
- Red Right Hand, regia di Ian Nelms ed Eshom Nelms (2024)

### Televisione
- NYPD - New York Police Department (NYPD Blue) – serie TV, un episodio (2002)
- Boston Public – serie TV, un episodio (2002)
- Becker – serie TV, un episodio (2003)
- The District – serie TV, un episodio (2003)
- Fastlane – serie TV, un episodio (2003)
- Cold Case - Delitti irrisolti (Cold Case) – serie TV, 2 episodi (2003-2005)
- The Guardian – serie TV, un episodio (2004)
- The Shield – serie TV, 2 episodi (2004)
- The Division – serie TV, un episodio (2004)
- CSI - Scena del crimine (CSI: Crime Scene Investigation) – serie TV, un episodio (2004)
- E.R. - Medici in prima linea (ER) – serie TV, un episodio (2005)
- Cold Case - Delitti irrisolti (Cold Case) - serie TV, episodio 3x06 (2005)
- Southland – serie TV, un episodio (2010)
- Detroit 1-8-7 – serie TV, 2 episodi (2010)
- The Defenders – serie TV, un episodio (2010)
- CSI: NY – serie TV, un episodio (2012)
- Sons of Anarchy – serie TV, 14 episodi (2012-2014)
- Ray Donovan – serie TV, 3 episodi (2013-2014)
- Battle Creek – serie TV, un episodio (2015)
- Murder in the First – serie TV, 12 episodi (2015)
- Empire – serie TV, 6 episodi (2015-2018)
- Pitch – serie TV, 10 episodi (2016)
- This Is Us – serie TV, 2 episodi (2018)
- Big Little Lies - Piccole grandi bugie (Big Little Lies) – serie TV, 3 episodi (2019)
- Almost Family – serie TV, 13 episodi (2019-2020)
- All Rise – serie TV, un episodio (2020)
- Rebel – serie TV, 6 episodi (2021)
- L'assistente di volo - The Flight Attendant (The Flight Attendant) – serie TV, 8 episodi (2022)

## Doppiatori italiani
Nelle versioni in italiano delle opere in cui ha recitato, Mo McRae è stato doppiato da:
- Daniele Raffaeli in Nella tana dei lupi, Rebel
- Luigi Ferraro in Cold Case - Delitti irrisolti
- Corrado Conforti in The Shield
- Fabrizio Manfredi in La gang di Gridiron
- Marco Baroni in CSI: NY
- Federico Campaiola in Sons of Anarchy
- Riccardo Niseem Onorato in The Butler - Un maggiordomo alla Casa Bianca
- Marco De Risi in Wild
- Raffaele Carpentieri in Battle Creek
- Nanni Baldini in Pitch
- Luca Graziani in Aftermath - La vendetta
- Riccardo Rossi in Big Little Lies - Piccole grandi bugie
- Gianfranco Miranda in All Rise
- Paolo Vivio ne L'assistente di volo - The Flight Attendant